# Raimondo Capizucchi
Pour les articles homonymes, voir Capizucchi.
Raimondo Capizucchi (né le 7 novembre 1615 à Rome, alors la capitale des États pontificaux, et mort le 22 avril 1691 à Rome) est un cardinal italien du XVIIe siècle.
Les autres cardinaux de la famille sont Gianroberto Capizucchi (1088), Roberto Capizucchi (1097), Pietro Capizucchi (1122), Gian Roberto Capizucchi (1126) et Gianantonio Capizucchi (1555). Il est membre de l'ordre des dominicains.

## Biographie
Raimondo Capizucchi entra dans l'Ordre des Prêcheurs en 1630. Il passe l'essentiel de sa carrière auprès de la Curie : il est secrétaire de la Congrégation de l'Index (1650-) et puis Maître du Sacré Palais (1654-1663, destitué, puis rétabli dans sa charge en 1673). Membre ex officio de l'Inquisition romaine, Capizucchi est l'un des neuf théologiens chargé d'examiner les propositions de théologie morale dites laxistes en 1677, qui débouchèrent sur les condamnations d'Innocent XI en 1679. Le pape Innocent XI le crée cardinal lors du consistoire du 1er septembre 1681. Raimondo Capizucchi participe au conclave de 1689, lors duquel Alexandre VIII est élu pape et au conclave de 1691 (élection d'Innocent XII), mais meurt pendant ce dernier conclave.
On n'a pas conservé d'écrits de lui, si ce n'est un petit traité sur l'opinion probable, resté inédit, qui semblait prêt pour l'impression avant son élévation au cardinalat.

### Sources
- Fiche du cardinal sur le site fiu.edu